# Historia de los ministerios de Cultura de España

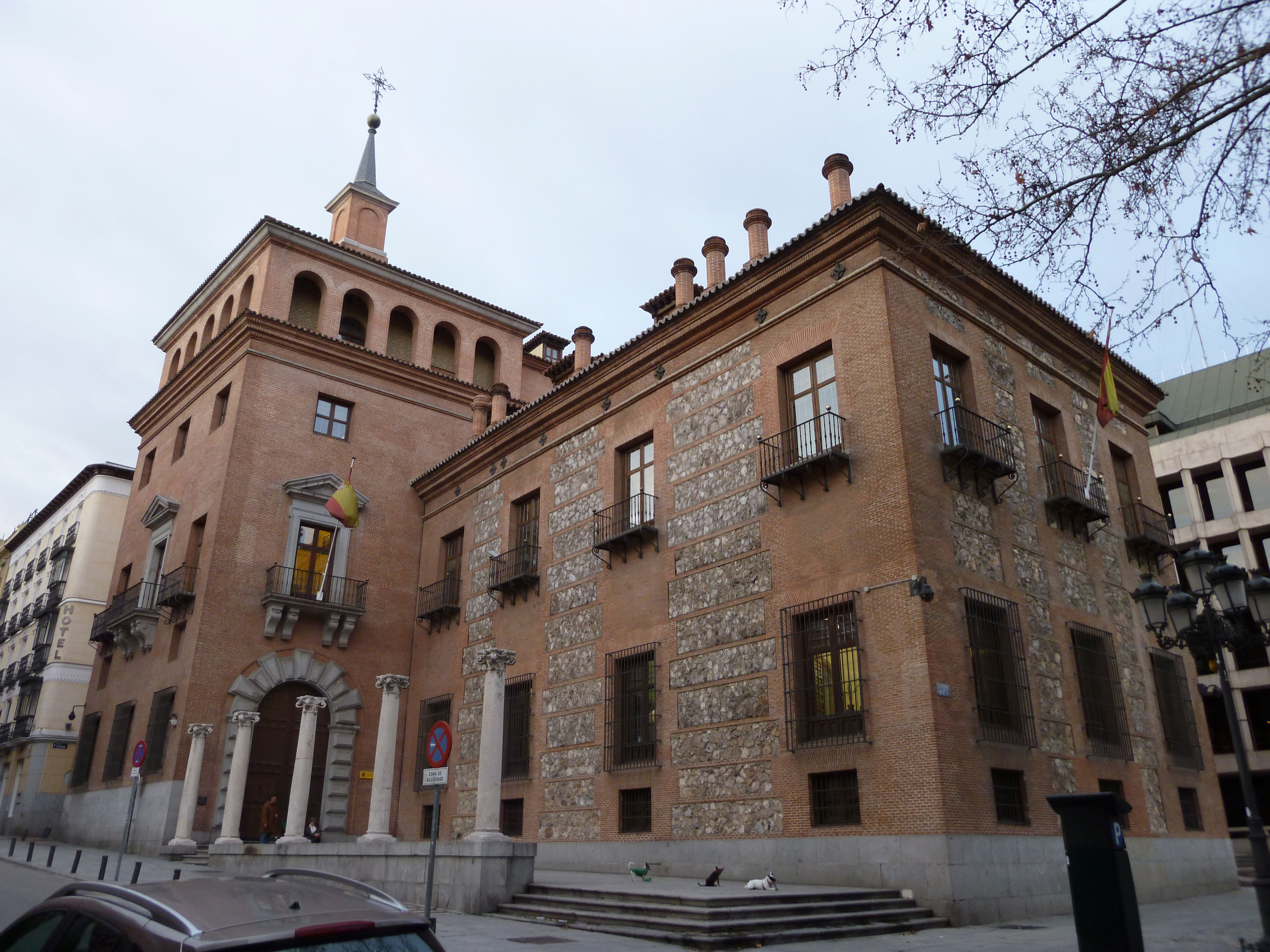
Casa de las Siete Chimeneas de Madrid, sede de los ministerios de Cultura.

Este artículo desarrolla la historia de aquellos ministerios españoles que han tenido competencias culturales. Como entidad propia, ha existido entre 1977 y 1996, entre 2004 y 2011 y desde 2018. Durante el resto de periodos históricos desde 1900, la acción cultural del Estado ha sido desarrollada por el Ministerio de Educación con sus distintas denominaciones.

## Historia
El Ministerio de Cultura se creó en la Legislatura Constituyente en julio de 1977. Sin embargo, la acción del Gobierno en materia de cultura es muy anterior. En efecto, las funciones ejercidas por el Gobierno de España en materia de Bellas Artes y Patrimonio Artístico y Cultural se remontan al siglo XIX. Fue bajo el reinado de Felipe V cuando el papel del Gobierno español se articuló a través de unas denominadas Reales Academias, como la de la Historia y la de Bellas Artes de San Fernando, que dependían de la Secretaría de Estado (denominación del actual Ministerio de Asuntos Exteriores).
Posteriormente, el protectorado cultural fue ejercido sucesivamente por el Ministerio de Fomento General del Reino (1834-1837, que asume competencia sobre teatros, y toda clase de diversiones y recreos públicos, así como los Conservatorios de artes y de música); por el de la Gobernación (desde 1837), por el Ministerio de Fomento (1847-1855, denominado de Comercio, Instrucción y Obras Públicas) en la que la Dirección General de Instrucción Pública en virtud del real decreto de 5 de febrero de 1847, ejerce entre otras, las funciones relativas a Escuelas de Bellas artes, bibliotecas, archivos, museos, conservatorio de música, conservatorio de artes y escuelas industriales, propiedad literaria, premios a literatos y artistas, comisión de monumentos históricos y artísticos, por Ministerio de Gracia y Justicia (1851-1855) y, finalmente, de nuevo por Fomento (1855-1900). 

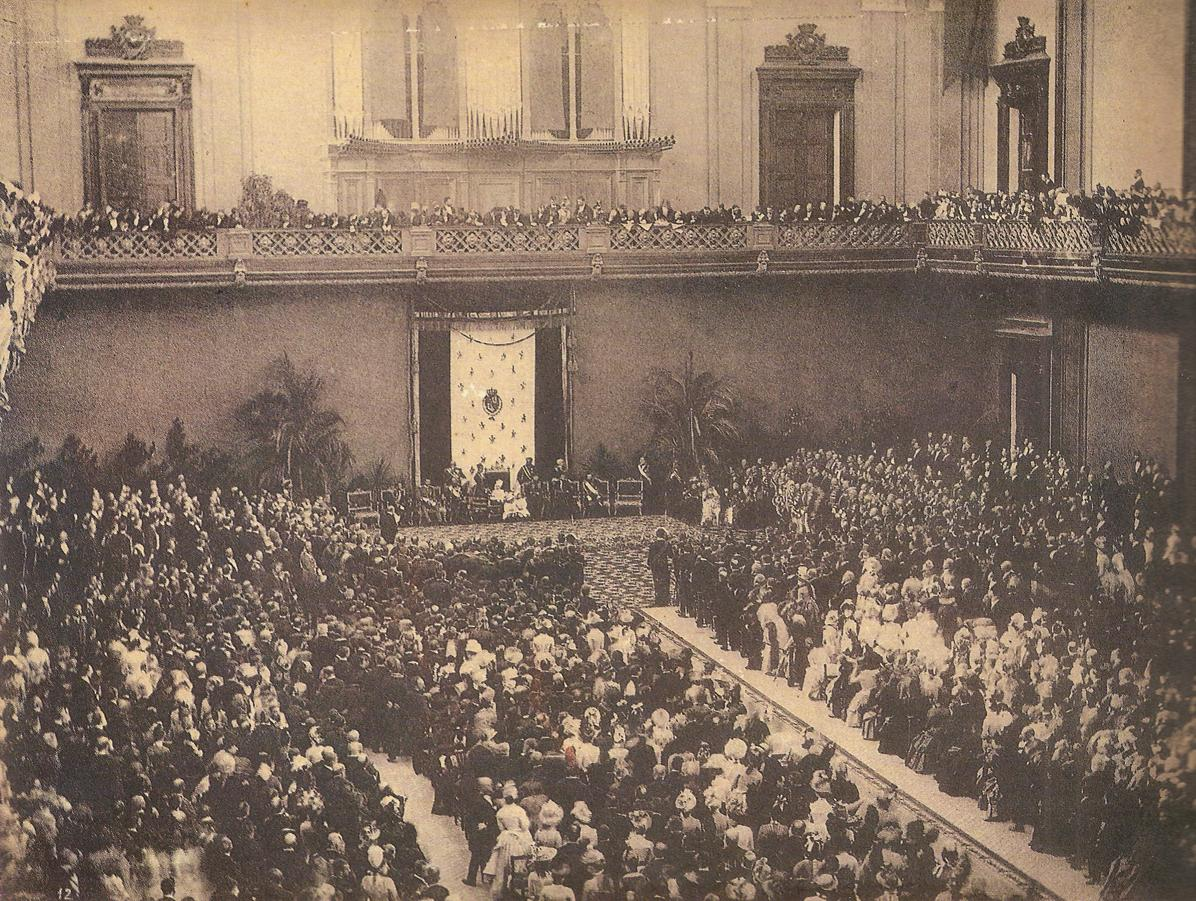
Acto de inauguración de la Exposición Universal de Barcelona, el 20 de mayo de 1888.

En 1886 se produce un primer intento, que no fructificó, de dividir en dos el Ministerio de Fomento, creando en su lugar el «Ministerio de Instrucción Pública y de Ciencias, Letras y Bellas Artes» y el de «Obras Públicas, Agricultura, Industria y Comercio». El artículo 20 de Ley de Presupuestos de 31 de marzo de 1900 autorizó al Gobierno para dividir nuevamente Fomento ya que «hay dos órdenes de instituciones que reclaman urgentes reformas y necesarias actividades; la instrucción general y los intereses materiales que responden á las dos grandes fuerzas generadoras del progreso y de la riqueza de un pueblo, su cultura moral y sus instrumentos de producción, de trabajo y de cambio». Esta vez la división sí se haría efectiva y así surgiría el Ministerio de Educación, que asumió las funciones de Cultura, bajo sus sucesivas denominaciones: Instrucción Pública y Bellas Artes (1900-1937), Educación Nacional (1938-1966) y Educación y Ciencia (desde 1966).
La Dirección General de Bellas Artes se creó mediante las Reales Órdenes de 26 de enero y 12 de febrero de 1915, siendo su primer titular Pedro Poggio. Tenía competencias sobre construcciones civiles relacionados con Monumentos nacionales, Museos, Escuelas Artísticas, Pintura, Conservatorios de Música y demás entidades de índole artística. Por su parte, la Dirección General de Archivos y Bibliotecas se creó en agosto de 1939 en el Ministerio de Educación Ambas se fusionaron en la Dirección General de Patrimonio Artístico y Cultural creada mediante Decreto de 25 de octubre de 1974. La Dirección General de Cinematografía y Teatro, que ejerció las labores de censura previa durante el franquismo se creó en el Ministerio de Educación Nacional en 1946, pasando en 1951, y hasta 1977, al de Información y Turismo. Pasó a llamarse D.G. de Cultura Popular y Espectáculos - 1968-1972-, D.G. de Espectáculos - 1972-1974-. Escindida desde 1974 en las áreas de Teatro (D. G. de Teatro y Espectáculos) y Cinematografía (D.G. de Cinematografía).
El 1977 con la creación del Ministerio de Cultura, se integran las distintas áreas de actividad que hasta ese momento se encontraban dispersas entre otros Departamentos: la Dirección General de Patrimonio Artístico y Cultural, del Ministerio de Educación, las ejercidas por Subsecretaria de Familia, Juventud y Deporte, del Ministerio de la Presidencia y las competencias culturales del Ministerio de Información y Turismo (cine, teatro, música), e incorporó igualmente al Ente Público RTVE y al Organismo Autónomo de Medios de Comunicación del Estado.
La estructura quedó fijada en el Real Decreto 2258/1977, de 27 de agosto, en el que dota de una Secretaría de Estado de Cultura (que ocupó Gabriel Cañadas Nouvilas -1977/79-), una Subsecretaría, una Secretaría General Técnica y nueve Direcciones Generales: Patrimonio Artístico, Archivos y Museos; Difusión Cultural; Libros y Bibliotecas; Música; Teatro y Espectáculos; Cinematografía; Desarrollo Comunitario; Juventud; y Radiodifusión y Televisión. Quedó adscrito orgánicamente el Consejo Superior de Deportes.
En 1981, el Departamento cedió al Ayuntamiento de Madrid, la gestión que ejercía hasta ese momento del Teatro Español de la capital.
Mediante Real Decreto 565/1985, de 24 de abril se produjeron importantes cambios en la estructura, como consecuencia del proceso de traspaso de competencias en materia de cultura a las comunidades autónomas. A través de esa norma se crearon el Instituto Nacional de las Artes Escénicas y de la Música (INAEM) y el Instituto de la Cinematografía y de las Artes Audiovisuales (ICAA), ambos bajo forma de Organismo autónomo.
Entre 1996 y 2004 bajo los gobiernos de José María Aznar, el Ministerio de Cultura se fusionó con el de Educación, con la denominación de Ministerio de Educación y Cultura (1996-2000) y Educación, Cultura y Deporte (2000-2004). Se mantuvo una Secretaría de Estado de Cultura, ocupada sucesivamente por Miguel Ángel Cortés Martín (1996-2000) y Luis Alberto de Cuenca y Prado (2000-2004).
Tras las elecciones generales de 2004, se volvió a crear un Ministerio de Cultura diferenciado de Educación. En julio de 2011 incorporó las competencias en materia de tauromaquia.
En la X Legislatura, desde el 22 de diciembre de 2011, el Ministerio de Cultura desaparece con esta denominación y sus competencias son recogidas por el nuevo Ministerio de Educación, Cultura y Deporte. Se recrea el cargo de Secretario de Estado de Cultura, que ocupa, desde el 24 de diciembre de 2011 José María Lassalle.
Tras la moción de censura contra Mariano Rajoy de 2018 y la formación del nuevo Gobierno de Pedro Sánchez en junio de 2018, el Ministerio volvió a desgajarse de Educación, bajo la denominación de Ministerio de Cultura y Deporte. En 2020 se crea una Secretaría General de Cultura, a la que se le adscriben todas las direcciones generales. En agosto de 2021, la Secretaría General de Cultura se renombra como Secretaría General de Cultura y Deporte.
En julio de 2023, el Consejo de Ministros, a propuesta del ministro Miquel Iceta, aprobó la creación del Centro Nacional de Fotografía en Soria.
En la XV Legislatura, que comienza en 2023, Cultura vuelve a perder las competencias en el área de Deporte, que pasan al Ministerio de Educación.

## Listado de ministros
| Presidencia del Consejo de Ministros | Ministros de Cultura | Ministros de Cultura                  | Ministros de Cultura | Ministros de Cultura    | Ministros de Cultura    | Eventos importantes durante su mandato |  |
| Adolfo Suárez González               |                      | Pío Cabanillas Gallas                 |                      | 5 de julio de 1977      | 6 de abril de 1979      | Creación del Centro Dramático Nacional y el Ballet Nacional.                                                                                                   |  |
| Adolfo Suárez González               |                      | Manuel Clavero Arévalo                |                      | 6 de abril de 1979      | 17 de enero de 1980     | Se establece la obligación de dedicar a fines culturales una cifra equivalente al 1% del precio de las obras públicas que licite el Estado.                    |  |
| Adolfo Suárez González               |                      | Ricardo de la Cierva y Hoces          |                      | 18 de enero de 1980     | 8 de septiembre de 1980 | |  |
| Adolfo Suárez González               |                      | Íñigo Cavero y Lataillade             |                      | 8 de septiembre de 1980 | 2 de diciembre de 1981  | El Ministerio cede al Ayuntamiento de Madrid la gestión integral del Teatro Español.Traslado del Guernica de Pablo Picasso a Madrid.                           |  |
| Leopoldo Calvo Sotelo                |                      | Soledad Becerril Bustamante           |                      | 2 de diciembre de 1981  | 3 de diciembre de 1982  | |  |
| Felipe González Márquez              |                      | Javier Solana Madariaga               |                      | 3 de diciembre de 1982  | 7 de julio de 1988      | Aprobación de la Ley de Propiedad Intelectual. Creación de la Compañía Nacional de Teatro Clásico                                                              |  |
| Felipe González Márquez              |                      | Jorge de Semprún Maura                |                      | 7 de julio de 1988      | 13 de marzo de 1991     | Aprobación del Decreto-Ley de Ayudas a la Cinematografía. Acuerdo con la Generalidad de Cataluña para la gestión del legado artístico de Salvador Dalí.        |  |
| Felipe González Márquez              |                      | Jordi Solé Tura                       |                      | 13 de marzo de 1991     | 14 de julio de 1993     | Inauguración del Museo Nacional Centro de Arte Reina Sofía. Adquisición por el Estado español de 750 obras de la Colección Thyssen-Bornemisza                  |  |
| Felipe González Márquez              |                      | Carmen Alborch Bataller               |                      | 14 de julio de 1993     | 6 de mayo de 1996       | Aprobación de la Ley de Fundaciones |  |
| José María Aznar López               |                      | Esperanza Aguirre y Gil de Biedma (1) |                      | 6 de mayo de 1996       | 19 de enero de 1999     | Adquisición del Teatro de la Comedia. |  |
| José María Aznar López               |                      | Mariano Rajoy Brey (1)                |                      | 19 de enero de 1999     | 27 de abril de 2000     | |  |
| José María Aznar López               |                      | Pilar del Castillo Vera (2)           |                      | 27 de abril de 2000     | 18 de abril de 2004     | Aprobación de la Ley de Mecenazgo |  |
| José Luis Rodríguez Zapatero         |                      | Carmen Calvo Poyato                   |                      | 18 de abril de 2004     | 9 de julio de 2007      | Inauguración de la mayor ampliación de la historia del Museo del Prado a cargo del arquitecto Rafael Moneo.                                                    |  |
| José Luis Rodríguez Zapatero         |                      | César Antonio Molina Sánchez          |                      | 9 de julio de 2007      | 7 de abril de 2009      | Aprobación de la Ley del Cine |  |
| José Luis Rodríguez Zapatero         |                      | Ángeles González-Sinde Reig           |                      | 7 de abril de 2009      | 22 de diciembre de 2011 | Se aprueba la conocida como Ley Sinde, relativa a la regulación de sitios web y la protección de la propiedad intelectual                                      |  |
| Mariano Rajoy Brey                   |                      | José Ignacio Wert (2)                 |                      | 22 de diciembre de 2011 | 26 de junio de 2015     | Subida al 21% del llamado IVA cultural. Reinauguración del Museo Arqueológico Nacional tras su remodelación integral. Entrega a España del tesoro del Odyssey. |  |
| Mariano Rajoy Brey                   |                      | Íñigo Méndez de Vigo (2)              |                      | 26 de junio de 2015     | 7 de junio de 2018      | |  |
| Pedro Sánchez Pérez-Castejón         |                      | Màxim Huerta Hernández                |                      | 7 de junio de 2018      | 14 de junio de 2018     | |  |
| Pedro Sánchez Pérez-Castejón         |                      | José Guirao Cabrera                   |                      | 14 de junio de 2018     | 13 de enero de 2020     | Se paraliza la fusión del Teatro Real y el Teatro de la Zarzuela en una única fundación.                                                                       |  |
| Pedro Sánchez Pérez-Castejón         |                      | José Manuel Rodríguez Uribes          |                      | 13 de enero de 2020     | 12 de julio de 2021     | |  |
| Pedro Sánchez Pérez-Castejón         |                      | Miquel Octavi Iceta i Llorens (3)     |                      | 12 de julio de 2021     | 21 de noviembre de 2023 | |  |
| Pedro Sánchez Pérez-Castejón         |                      | Ernest Urtasun Domenech               |                      | 21 de noviembre de 2023 |                         | |  |

 (1) Ministerio de Educación y Cultura
 (2) Ministerio de Educación, Cultura y Deporte
 (3) Ministerio de Cultura y Deporte

## Lista de secretarios de Estado
- Miguel Ángel Cortés Martín (1996-2000).
- Luis Alberto de Cuenca y Prado (2000-2004).
- José María Lassalle Ruiz (2011-2016).
- Fernando Benzo Sáinz (2016-2018).
- Javier García Fernández (2020-2021) (*).
- Víctor Francos Díaz (2021-2023) (*)
- Jordi Martín Grau (2023- )

(*) Secretario General

## Lista de subsecretarios
| Nombre                             | Cuerpo de funcionarios                                                | Año de nacimiento | Fecha de nombramiento    |
| ---------------------------------- | --------------------------------------------------------------------- | ----------------- | ------------------------ |
| Fernando Castedo Álvarez           | Profesor Universitario                                                | 1941              | 29 de julio de 1977      |
| Luis Manuel Coscuella Montaner     | Profesor Universitario                                                | 1939              | 27 de abril de 1979      |
| Francisco Sanabria Martín          | Cuerpo Superior de Administradores Civiles del Estado                 |                   | 25 de enero de 1980      |
| Eugenio Nasarre Goicoechea         | Cuerpo Superior de Administradores Civiles del Estado                 | 1946              | 26 de septiembre de 1980 |
| Pedro Meroño Vélez                 | Cuerpo de Abogados del Estado                                         | 1946              | 15 de enero de 1982      |
| Mario Trinidad Sánchez             | Cuerpo Superior de Administradores Civiles del Estado                 | 1944              | 7 de diciembre de 1982   |
| Ignacio Quintana Pedrós            |                                                                       | 1941              | 30 de abril de 1985      |
| Miguel Satrustegui Gil-Delgado     | Profesor Universitario                                                | 1949              | 16 de octubre de 1987    |
| José Manuel Garrido Guzmán         |                                                                       | 1945              | 7 de julio de 1989       |
| Santiago de Torres Sanahuja        | Profesor Universitario                                                | 1955              | 24 de enero de 1992      |
| Enrique Linde Paniagua             | Profesor Universitario                                                | 1947              | 30 de julio de 1994      |
| Ignacio González González (1)      | Cuerpo Técnico del Ayuntamiento de Madrid                             | 1960              | 10 de mayo de 1996       |
| Ana María Pastor Julián (1)        | Cuerpo Superior de Salud Pública y Administración Sanitaria           | 1957              | 22 de enero de 1999      |
| Mariano Zabía Lasala (2)           | Cuerpo Superior de Administradores Civiles del Estado                 | 1949              | 5 de mayo de 2000        |
| José Luis Cádiz Deleito (2)        | Cuerpo Superior de Administradores Civiles del Estado                 | 1945              | 28 de noviembre de 2003  |
| Antonio Hidalgo López              | Cuerpo Superior de Administradores Generales de la Junta de Andalucía | 1959              | 19 de abril de 2004      |
| María Dolores Carrión Martín       | Cuerpo Superior de Administradores Civiles del Estado                 | 1959              | 20 de julio de 2007      |
| Mercedes Elvira del Palacio Tascón | Cuerpo Superior de Administradores Civiles del Estado                 | 1958              | 8 de mayo de 2009        |
| Javier García Fernández            | Profesor Universitario                                                | 1949              | 22 de junio de 2018      |
| Andrea Gavela Llopis               | Cuerpo de Abogados del Estado                                         |                   | 17 de enero de 2020      |
| Eduardo Fernández Palomares        | Cuerpo Superior de Administradores Civiles del Estado                 | 1975              | 5 de octubre de 2021     |
| María Pérez Sánchez-Laulhé         | Carrera Diplomática                                                   | 1977              | 14 de febrero de 2023    |
| María del Carmen Páez Soria        | Cuerpo Superior de Administradores Civiles del Estado                 |                   | 27 de febrero de 2024    |

- (1) Subsecretario de Educación y Cultura.
- (2) Subsecretario de Educación, Cultura y Deporte.

## Lista de directores generales
- Dirección del Gabinete del Ministro
  - María Corrales Pons (2025- )
  - Álvaro Enrique Albacete Perea (2023-2025)
  - Patricia Rafael Lage (2021-2023)
  - Mónika Serrano García (2020-2021)
  - Carlos Alberdi Alonso (2018-2020)
  - Daniel Espín López (2010-2011; 2018)
  - Javier Bonilla Arjona (2009-2010)
  - Javier Lanza García (2007-2009)
  - Adoración Herrador Carpintero (2004-2007)
  - Miguel Herrero Lera (1993-1997)
  - Guillermo Adams Fernández (1992-1993)
  - Borja Puig de la Bellacasa Aguirre (1991-1992)
  - María Jubilia Fernández Bustamante (1988-1991)
  - Antonio Fernández Fábrega (1987-1988)
  - Luis Larroque Allende (1986-1987)
  - Francisco Serrano Martínez (1985-1986)
  - Juan Manuel Velasco Rami (1983-1985)
  - Manuel Balmaseda Arias-Dávila (1982-1983)
- Dirección General de Patrimonio Cultural y Bellas Artes
  - María Ángeles Albert de León (2024- )
  - Isaac Sastre de Diego (2022-2024)
- Dirección General de Bellas Artes
  - Isaac Sastre de Diego (2021-2022)
  - María Dolores Jiménez-Blanco Carrillo de Albornoz (2020-2021)
  - Román Fernández-Baca Casares (2018-2020)
- Dirección General de Bellas Artes y Bienes Culturales y de Archivos y Bibliotecas
  - Luis Lafuente Batanero (2016-2018)
  - Miguel Ángel Recio Crespo (2014-2016)
  - Jesús Prieto de Pedro (2012-2014)
- Dirección General de Bellas Artes y Bienes Culturales
  - María Ángeles Albert de León (2009-2011)
  - José Jiménez Jiménez (2007-2009)
  - Julián Martínez García (2004-2007)
  - Joaquín Puig de la Bellacasa Alberola (2000-2004)
  - Benigno Pendás García (1996-2000)
  - Jesús Viñuales González (1994-1996)
- Dirección General del Libro, Archivos y Bibliotecas
  - Rogelio Blanco Martínez (2004-2011)
  - Fernando Luis de Lanzas Sánchez del Corral (1999-2004)
  - Fernando Rodríguez Lafuente (1996-1999)
  - Francisco Javier Bobillo de la Peña (1994-1996)
- Dirección General de Bellas Artes y Archivos
  - José Guirao Cabrera (1993-1994)
  - José María Luzón Nogué (1991-1993)
  - Jaime Brihuega Sierra (1988-1991)
  - Juan Miguel Hernández León (1987-1988)
  - Miguel Satrústegui Gil-Delgado (1986-1987)
  - Dionisio Hernández Gil (1984-1986)
  - Manuel Fernández Miranda Fernández (1982-1984)
- Dirección General del Libro y Bibliotecas
  - Francisco Javier Bobillo de la Peña (1993-1994)
  - Federico Ibáñez Soler (1991-1993)
  - Santos Juliá Díaz (1991)
  - Juan Manuel Velasco Rami (1985-1991)
  - Jaime Salinas Bonmatí (1982-1985)
  - Matías Valiés Rodríguez (1980-1982)
  - Joaquín de Entrambasaguas Gómez (1979-1980)
  - José B. Terceiro Lomba (1977-1979)
- Dirección General de Bellas Artes, Archivos y Bibliotecas
  - Alfredo Pérez de Armiñán y de la Serna (1982)
- Dirección General del Patrimonio Artístico, Archivos y Museos
  - Javier Tusell Gómez (1979-1982)
  - Evelio Verdera y Tulles (1977-1979)
- Dirección General del Libro y Fomento de la Lectura
  - Mª José Gálvez Salvador (2020- )
  - Olvido García Valdés (2018-2019)
- Dirección General de Industrias Culturales y del Libro 
  - Óscar Sáenz de Santamaría Gómez-Mampaso (2017-2018)
  - José Pascual Marco Martínez (2016-2017)
- Dirección General de Política e Industrias Culturales y del Libro 
  - José Pascual Marco Martínez (2015-2016)
  - María Teresa Lizaranzu Perinat (2012-2015)
- Dirección General de Industrias Culturales y Cooperación
  - Adriana Moscoso del Prado Hernández (2018-2020)
- Industrias Culturales, Propiedad Intelectual y Cooperación
  - Carmen Pérez Soria (2022- )
  - Adriana Moscoso del Prado Hernández (2020-2022)
- Dirección General de Política e Industrias Culturales
  - Santos Castro Fernández (2010-2012)
  - Guillermo Corral Van Damme (2008-2010)
- Dirección General de Cooperación y Comunicación Cultural
  - Carlos Alberdi Alonso (2004-2008)
  - Áurea María Roldán Martín (2001-2004)
  - Inés Argüelles Salaverría (2000-2001)
  - Rafael Rodríguez-Ponga y Salamanca (1996-2000)
- Dirección General de Cooperación Cultural
  - Margarita Sáenz de la Calzada Zuloaga (1994-1996)
  - Ángeles Gutiérrez Fraile (1988-1993)
  - Arsenio Lope Huerta (1987-1988)
  - Ana Puértolas Villanueva (1985-1987)
- Dirección General de Difusión Cultural
  - Eduardo Ballester Giner (1978-1979)
  - Antonio Agustín Papell Cervera (1977-1978)
- Dirección General de Derechos Culturales
  - Jazmín Alejandra Beirak Ulanosky (2024- )
- Dirección General del Instituto de la Cinematografía y de las Artes Audiovisuales
  - Ignacio Camós Victoria (2023- )
  - Beatriz Navas Valdés (2018-2023)
  - Óscar Graefenhain de Codes (2016-2018)
  - Lorena González Olivares (2014-2016)
  - Susana de la Sierra Morón (2012-2014)
  - Carlos Cuadros Soto (2010-2012)
  - Ignasi Guardans Cambó (2009-2010)
  - Fernando Lara Pérez (2004-2009)
  - Manuel Pérez Estremera (2004)
  - José María Otero Timón (1996-2004)
  - Enrique Balmaseda Arias-Dávila (1994-1996)
  - Juan Miguel Lamet Martínez (1992-1994)
  - Enrique Balmaseda Arias-Dávila (1990-1991)
  - Miguel Marías Franco (1988-1990)
  - Fernando Méndez-Leite Serrano (1986-1988)
- Dirección General de Cinematografía
  - Pilar Miró Romero (1982-1985)
  - Carlos Gortari Drets (1980)
  - Luis Escobar de la Serna (1979-1980)
  - José García-Moreno y Navarro (1977-1979)
  - Félix Benítez de Lugo (1977)
- Dirección General del Instituto Nacional de las Artes Escénicas y de la Música
  - María Paz Santa-Cecilia Aristu (2024- )
  - Joan Francesc Marco Conchillo (2022-2024)
  - Amaya de Miguel Toral (2018-2022)
  - Montserrat Iglesias Santos (2014-2018)
  - Miguel Ángel Recio Crespo (2012-2014)
  - Félix Palomero González (2008-2012)
  - Juan Carlos Marset Fernández (2007-2009)
  - José Antonio Campos Borrego (2004-2007)
  - Andrés Amorós Guardiola (2000-2004)
  - Andrés Ruiz Tarazona (1999-2000)
  - Tomás Marco Aragón (1996-1999)
  - Elena Posa Farras (1995-1996)
  - Juan Francisco Marco Conchillo (1990-1995)
  - Adolfo Marsillach Soriano (1989-1990)
  - José Manuel Garrido Guzmán (1985-1989)
- Dirección General de Música y Teatro
  - José Manuel Garrido Guzmán (1982-1985)
  - Juan Cambreleng Roca (1982)
  - Juan Antonio García Barquero (1980-1982)
  - Manuel Camacho y de Ciria (1980)
- Dirección General de Teatro y Espectáculos
  - Alberto de la Hera Pérez Cuesta (1979-1980)
  - Rafael Pérez Sierra (1977-1979)
- Secretaría General Técnica
  - Laura Cadenas Lázaro (2021- )
  - Alberto García González (2020-2021)
  - María Ángeles Ezquerra Plasencia (2018-2020)
  - María Ángeles Fernández Simón (2010-2011)
  - Francisco de Asís Javier Rodríguez Mañas (2009-2010)
  - María Concepción Becerra Bermejo (2004-2009)
  - María Eugenia Zabarte Martínez de Aguirre (1992-1996)
  - María Dolores Díez Gutiérrez (1991-1992)
  - Borja Puig de la Bellacasa Aguirre (1990-1991)
  - Enrique Balmaseda Arias-Dávila (1988-1990)
  - Javier Matía Prim (1986-1988)
  - Miguel Satrústegui Gil-Delgado (1984-1986)
  - Hilario Hernández Marqués (1982-1984)
  - José Muñoz Contreras (1982)
  - Alfredo Pérez de Armiñán y de la Serna (1981-1982)
  - Joaquín Tena Arregui  (1979-1981)
  - Jaime de Urzaiz y Fernández del Castillo (1977-1979)